# Maria Glòria Farrés i Ramon
Maria Glòria Farrés i Ramon   (Terrassa, 1934) és una locutora de ràdio catalana. Va començar a treballar a la ràdio quan tenia setze anys i entrava a formar part del Quadre de Veus de Radioteatre de Ràdio Terrassa. Entre 1953 i 1958 va ser una de les veus de l'emissora, juntament amb locutores com Antolina Boada i Lídia Segués. Ha presentat programes musicals i ha participat en obres de radioteatre. Entre els programes que va presentar, destaquen Contrapunt, Nosotras i Cigronet. Farrés va participar novament en aquesta emissora durant la dècada del 1980, quan es va recuperar el projecte de radioteatre. Al llarg de la seva carrera, ha format part del repartiment de veus d'obres com La Heredera de Ruth i Augustus Goetz, Agnès de Déu de John Pielmeier i Petra Regalada d'Antonio Gala.
A Matadepera Ràdio, presenta els programes Només clàssica i Ràdioteatre de Matadepera Ràdio. En aquesta mateixa emissora, ha conduït diferents espais d'entrevistes i programes de música clàssica, com Addagio.
El 2022 va rebre una Menció d'Honor dels 22ns Premis Ràdio Associació. El jurat va valorar "la seva trajectòria vinculada a la ràdio que comença a l’inici de la dècada dels 50 amb 17 anys a Ràdio Terrassa i fins avui, ja que continua en actiu a Matadepera Ràdio gaudint i fent gaudir els oients amb espais musicals i de radioteatre".
És mare del també periodista Joan Carles Peris.